# Bombus borealis
Bombus borealis là một loài Hymenoptera trong họ Apidae. Loài này được Kirby mô tả khoa học năm 1837.